# Offenbacher SCR
Vous pouvez aider à l'améliorer ou bien discuter des problèmes sur sa page de discussion.
- Il ne cite pas suffisamment ses sources. Vous pouvez indiquer les passages à sourcer avec {{référence nécessaire}} ou {{Référence souhaitée}}, et inclure les références utiles en les liant aux notes de bas de page. (Marqué depuis avril 2024)
- Certaines informations devraient être mieux reliées aux sources mentionnées dans la bibliographie ou les liens externes. Améliorez sa vérifiabilité en les associant par des références. (Marqué depuis avril 2024)
- Il ne s’appuie pas, ou pas assez, sur des sources secondaires ou tertiaires. (Marqué depuis avril 2024)

- Archive Wikiwix
- Bing
- Cairn
- DuckDuckGo
- E. Universalis
- Gallica
- Google
- G. Books
- G. News
- G. Scholar
- Persée
- Qwant
- (zh) Baidu
- (ru) Yandex
- (wd) trouver des œuvres sur Wikidata

Maillots
Actualités
Dernière mise à jour : 23 septembre 2023.
Le OSCR Offenbacher Sport Club Rosenhöhe e.V. ou Rugby Offenbach est un club allemand de rugby à XV basé à Offenbach-sur-le-Main dans le Land de la Hesse. Il participe à la 1. Bundesliga pour la saison 2023-2024.

## Histoire
Le BSC 1899 Offenbach est un club omnisports allemand fondé en 1899. En 1901, certains joueurs se désolidarisent du club pour fonder l'Offenbacher FC Kickers. Le club rejoint alors l'association sud-allemande de football et participe à la qualification pour le tour final en 1902/03, mais est immédiatement battu par le Viktoria Aschaffenbourg.
Plus tard, le club a adopté le nom de BSC 1899 Offenbach. Le 31 août 1922, le club fusionne avec l'Offenbacher FV 02 et adopte ainsi le nom de SpVgg 1899 Offenbach. 